# Anthony Šerić
Anthony Šerić [ˈ ʃɛ ː rit ɕ] (Sydney, 15 de janeiro de 1979), é um futebolista australiano naturalizado croata que atualmente joga em Portugal pelo Olhanense.

## Carreira em clubes
Šerić nasceu numa família croata que emigrara para a Austrália. Recebeu uma bolsa para jogar futebol do Australian Institute of Sport. Ele começou sua carreira no futebol profissional em 1996 em Split, já na Croácia, onde jogou no time da cidade, o Hajduk Split. Ele então mudou-se para Itália para jogar na Serie A, inicialmente com o Hellas Verona e, em seguida, Bréscia, Parma e Lazio, antes de assinar com o Panathinaikos, em 2005.
Em 2008, ele mudou-se para o Beşiktaş em uma transferência gratuita. Ele tem contrato com o clube turco até 2010.

## Seleção Croata
Ele fez sua estreia na Seleção Croata num amistoso contra a Eslováquia em 29 de maio de 1998, em Pula. Naquele ano, ele fora convocado para ambas seleções, da Austrália e da Croácia, optando por jogar pela terra de suas raízes. Foi à Copa do Mundo de 1998, quando os quadriculados terminaram surpreendentemente na terceira colocação, mas não jogou.
Também foi para os mundiais de 2002 e 2006. Curiosamente, na Copa da Alemanha a Croácia enfrentou a Seleção Australiana, na última rodada da primeira fase. Os europeus contavam com outros dois jogadores nascidos na Austrália, Josip Šimunić e Joey Didulica, enquanto os australianos estavam reforçados com outros jogadores de origem croata, mas que preferiram defender a terra natal: Jason Čulina, Tony Popović, Josip Skoko, Mark Viduka, Ante Čović, Željko Kalac e Mark Bresciano. A partida terminou empatada em 2 x 2, resultado que classificou os Socceroos e eliminou os europeus.
Em maio de 2007, Šerić  teve uma briga com o treinador da seleção, Slaven Bilić e foi posto para fora da equipe.

## Títulos
Seleção Croata
- Copa do Mundo de 1998: 3º Lugar